# Eugeniusz Rodziewicz
Eugeniusz Rodziewicz (ur. 28 stycznia 1872 w Tyflisie, zm. 7 listopada 1934 w Druskiennikach) – generał dywizji Wojska Polskiego, kawaler Orderu Virtuti Militari.

## Życiorys
Urodził się 28 stycznia 1872 w Tyflisie, w rodzie Adolfa i Marii z Szafrańskich. W latach 1882–1889 uczył się w Tyfliskim Korpusie Kadetów. W latach 1889–1891 uczył się w Konstantynowskiej Szkole Artylerii w Petersburgu. Ukończył też w 1908 Carskosielską Oficerską Szkołę Artylerii. Początkowo służył w 24 Brygadzie Artylerii. W czasie I wojny światowej brał udział w walkach jako dowódca 3 baterii w 1 Finlandzkim Strzeleckim Dywizjonie Artylerii. Od 11 stycznia 1916 dowódca 3 Finlandzkiej Brygady Artylerii. Od września 1917 do stycznia 1918 dowódca dywizjonu moździerzy w I Korpusie Polskim w Rosji, następnie do maja 1918 dowódca I Brygady Artylerii I Korpusu.
„Szczególnie odznaczył się podczas walk pod Witebskiem z bolszewikami, wyprowadzając z okrążenia artylerię korpusu /od 28 I do 14 II 1918/, co pozwoliło szybko odtworzyć siłę bojową formacji pod Bobrujskiem ”. Za tę postawę otrzymał Order Virtuti Militari.
W maju 1918 z rozkazu generała Józefa Dowbor-Muśnickiego awansowany do stopnia generała podporucznika. W wyniku demobilizacji I Korpusu do lipca 1918 przebywał w Warszawie. Jako oficer I. byłego korpusu polskiego reskryptem Rady Regencyjnej z 25 października 1918 został przydzielony do podległego jej Wojska Polskiego z zatwierdzeniem posiadanego stopnia. 11 listopada 1918 został mianowany inspektorem artylerii. 20 listopada 1918 Józef Piłsudski zatwierdził go w stopniu generała podporucznika ze starszeństwem od 17 czerwca 1918. Później został mianowany generalnym inspektorem artylerii. 
Podczas wojny polsko-ukraińskiej w czerwcu 1919 z ramienia Naczelnego Dowództwa WP pełnił funkcję przewodniczącego polskiej delegacji rozejmowej podczas rozmów we Lwowie. 16 czerwca podpisana została umowa wojskowa Rodziewicz-Delwig o zawieszeniu broni i ustaleniu linii demarkacyjnej, jednak ostatecznie nie weszła ona w życie.
13 kwietnia 1920, na własną prośbę, został zwolniony z czynnej służby i przeniesiony do Rezerwy armii. Został członkiem Dyrekcji Zakładów Amunicyjnych „Pocisk” SA w Warszawie. 27 lipca 1920 wiceminister spraw wojskowych generał porucznik Kazimierz Sosnkowski wydał rozkaz nr 141 oddający generała Rodziewicza do dyspozycji Naczelnego Dowództwa WP „celem powierzenia mu jednostki bojowej”. 6 sierpnia 1920 „zgłosił się dobrowolnie do służby”, został zaliczony do służby czynnej i wyznaczony na stanowisko dowódcy artylerii Wojskowego Gubernatorstwa Warszawy, a następnie dowódcy artylerii 1 Armii. Z dniem 1 lipca 1921 został przeniesiony w stan spoczynku z prawem noszenia munduru. 26 października 1923 prezydent RP Stanisław Wojciechowski zatwierdził go w stopniu generała dywizji.
Będąc w stanie spoczynku był jednym z organizatorów Związku Dowborczyków „Ku Chwale Ojczyzny”, którego został honorowym członkiem, oraz wiceprezesem FIDAC. Został pochowany na Cmentarzu Wojskowym na Powązkach w kwaterze Dowborczyków. (kwatera A18, rząd 5 grób 1).
Był żonaty z Wilhelminą z domu Tilgman (Tilzman), z którą miał troje dzieci: Mikołaja (1897–1986), majora artylerii, Marię (ur. 1898) i Alfreda (1913–1939), podporucznika artylerii rezerwy, dowódcę plutonu w tzw. 5 baterii 11 Dywizjonu Artylerii Konnej.

## Awanse
- podporucznik – 5 sierpnia 1891[18][2]
- porucznik – 25 lipca 1895[18] (10 sierpnia 1894[2])
- sztabskapitan – 13 lipca 1897[18]
- kapitan – 29 sierpnia 1904[18]
- podpułkownik – 5 sierpnia 1910[18]
- pułkownik – 17 września 1915[18] (17 kwietnia 1917[2])
- generał brygady – 1 listopada 1918[2]

## Ordery i odznaczenia
- Krzyż Srebrny Orderu Wojskowego Virtuti Militari nr 6680 – 10 maja 1922[19][2][20]
- Krzyż Oficerski Legii Honorowej (1921 – zezwolenie Naczelnika Państwa)[21]
- Medal Zwycięstwa („Médaille Interalliée”) – 1925[22][23]
- Order Świętego Włodzimierza 3 stopnia[24]
- Order Świętego Włodzimierza 4 stopnia[24]
- Złoty Oręż Świętego Jerzego[24]
- Order Świętego Jerzego 4 stopnia[24] (1916)
- Order Świętej Anny 2 stopnia[24]
- Order Świętego Stanisława 2 stopnia[24] (1911)
- Order Świętej Anny 3 stopnia[24] (1906)
- Order Świętego Stanisława 3 stopnia[24]